# Ганно-Мусіївка
Ганно-Мусіївка (до 2016 — Червоноармійське) — село в Україні, у Новопокровській селищній громаді Дніпровського району Дніпропетровської області. Населення — 270 мешканців.

## Географія
Село Ганно-Мусіївка знаходиться за 3 км від лівого берега річки Базавлук, на відстані 2 км від села Розтання і за 2,5 км від селища Лошкарівка (Криворізький район). По селу протікає висихний струмок з загатою. Поруч проходять автомобільна дорога Т 0432 і залізниця, станція Лошкарівка за 3 км.

## Історія
Ганно-Мусіївка — невелике село, розташоване на околиці Солонянського району. В окрузі називають — Газетівкою. Знаходиться на межі трьох районів: Солонянського, Софіївського та Нікопольського. До Другої світової війни село було єврейським поселенням, жили тут переважно євреї та мали власну організацію під назвою «Озет». Але згодом стали говорити «озетівка», а далі й зовсім зрозумілішим «Газетівка».                                                                                                                                                             	Ганно-Мусіївка — молоде село. Засноване в 1922-1924 роках. Будівельні роботи проводило ЄКО — єврейське колоніальне суспільство. Будівництво будинків здійснювалося на відстані не ближче чим 600 метрів будинок від будинку. Це з тією метою, щоб люди менше мали можливості спілкуватися. Школа була збудована в одному кінці села, а лікарня в іншому. Протяжність села — 3 км. У 1927 році побудований маслозавод. Дахи всіх будинків були покриті червоним лісом. У 1929 році організовано колективне господарство «Озет», об'єднане земельне єврейське товариство. Головою колгоспу довгий час був Абрам Русаков. Господарство спеціалізувалось по землеробству, скотарству, садівництву. У 1939 році по території Азетівки провели радіо. Осінню 1941 року німці захопили село. Більшість євреїв села були вивезені в балку і розстріляні. Під час війни Азетівку називали «маленьким Сталінградом», оскільки по ньому проходила лінія фронту. У 1943 році населення цього села було евакуйоване в сусідні населені пункти. Багато хто виїхав в Біробіджан. Всі будинки, які побудували євреї, були зруйновані й тому, після звільнення села, люди жили в землянках. У 1945 році Азетівку перейменували в село Червоноармійське на честь перемоги Червоної Армії у радянсько-німецькій війні. Після війни село заселяли переселенці із Західної України та Білорусі.

## Населення

### Мова
Розподіл населення за рідною мовою за даними перепису 2001 року:
| Мова       | Кількість | Відсоток |
| ---------- | --------- | -------- |
| українська | 207       | 76.67%   |
| російська  | 62        | 22.96%   |
| білоруська | 1         | 0.37%    |
| Усього     | 270       | 100%     |

## Інтернет-посилання
- Погода в селі Червоноармійське [Архівовано 7 червня 2016 у Wayback Machine.]

1. ↑  Рідні мови в об'єднаних територіальних громадах України — Український центр суспільних даних